# Jetel ladní

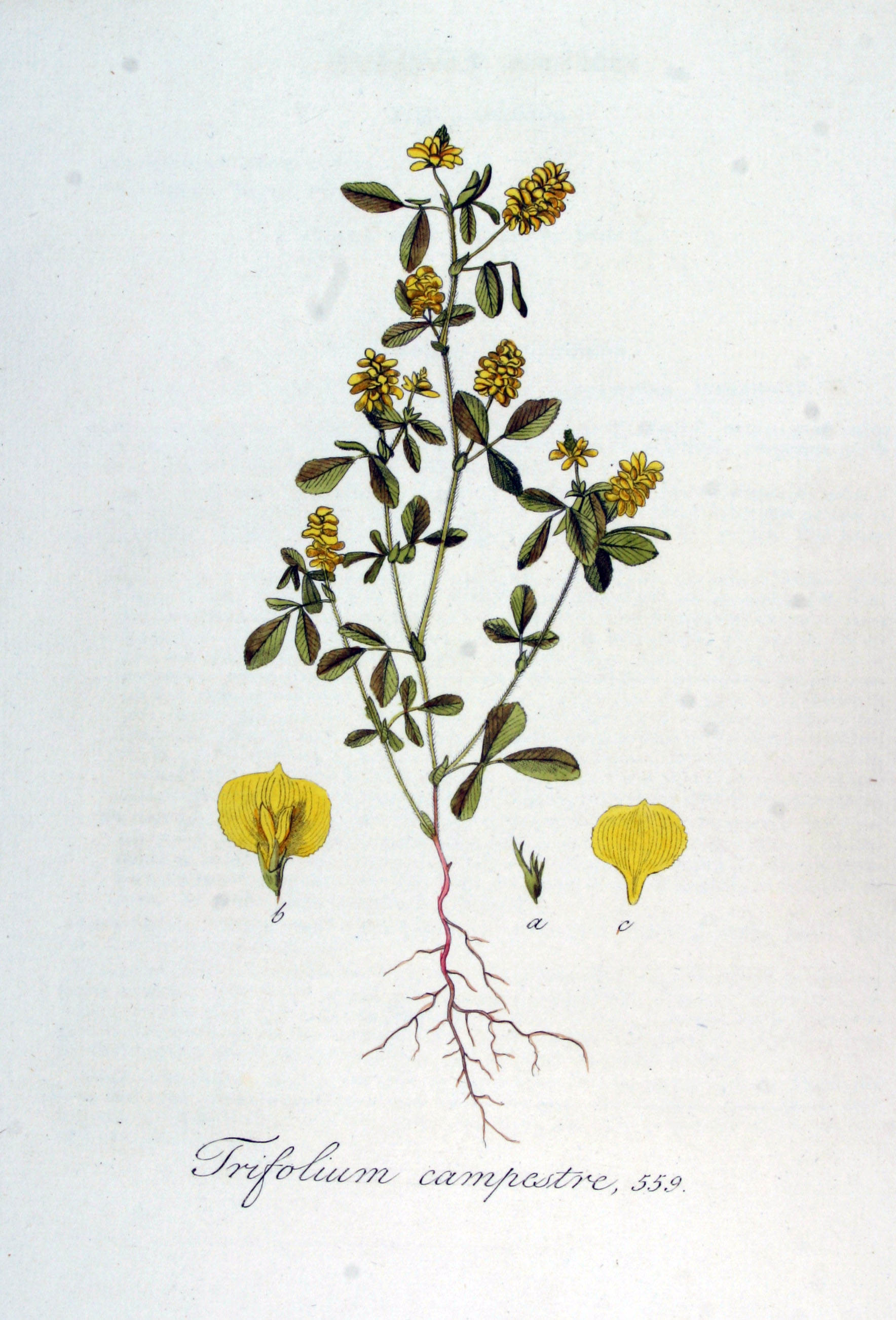
Nákres jetele ladního

Jetel ladní (Trifolium campestre) je žlutě kvetoucí, nevysoká, planě rostoucí rostlina. V české přírodě je původní druh a je považován za nekulturní jetelovinu. Někdy se místně hojně rozmnoží a v obilovinách vyrůstá v takovém množství, že je hodnocen jako plevel.

## Rozšíření
Areál jetele ladního se rozprostírá téměř po celé Evropě, Kavkaze, Arabském poloostrově, v Jihozápadní a Střední Asii, Makaronésii, Severní Africe i v Africkém rohu. Jako zavlečená rostlina se vyskytuje v mnoha dalších oblastech, např. v Severní Americe i Austrálii.
V České republice je hojně rozšířen převážně v termofytiku a v teplejších oblastech mezofytiku, v horských polohách se vyskytuje řídce.

## Ekologie
Jetel ladní je drobná bylina rostoucí na suchých i vlhkých loukách a pastvinách, na lesních mýtinách, po okrajích lesů, podél cest, na železničních náspech a jinde na výhřevných hlinitých či písčitých půdách. Vyskytuje se i jako plevel ve vinicích a na oraných polích. Dává přednost místům chudým na živiny i vápník. Na nevýživných půdách, většinou mimo Evropu, se občas pěstuje jako pícnina.
Je rostlinou jednoletou, která někdy přetrvá mírnou zimu a druhým rokem znovu vyrůstá a kvete, stává se tak dvouletou. Ploidie druhu je 2n = 14.

## Popis

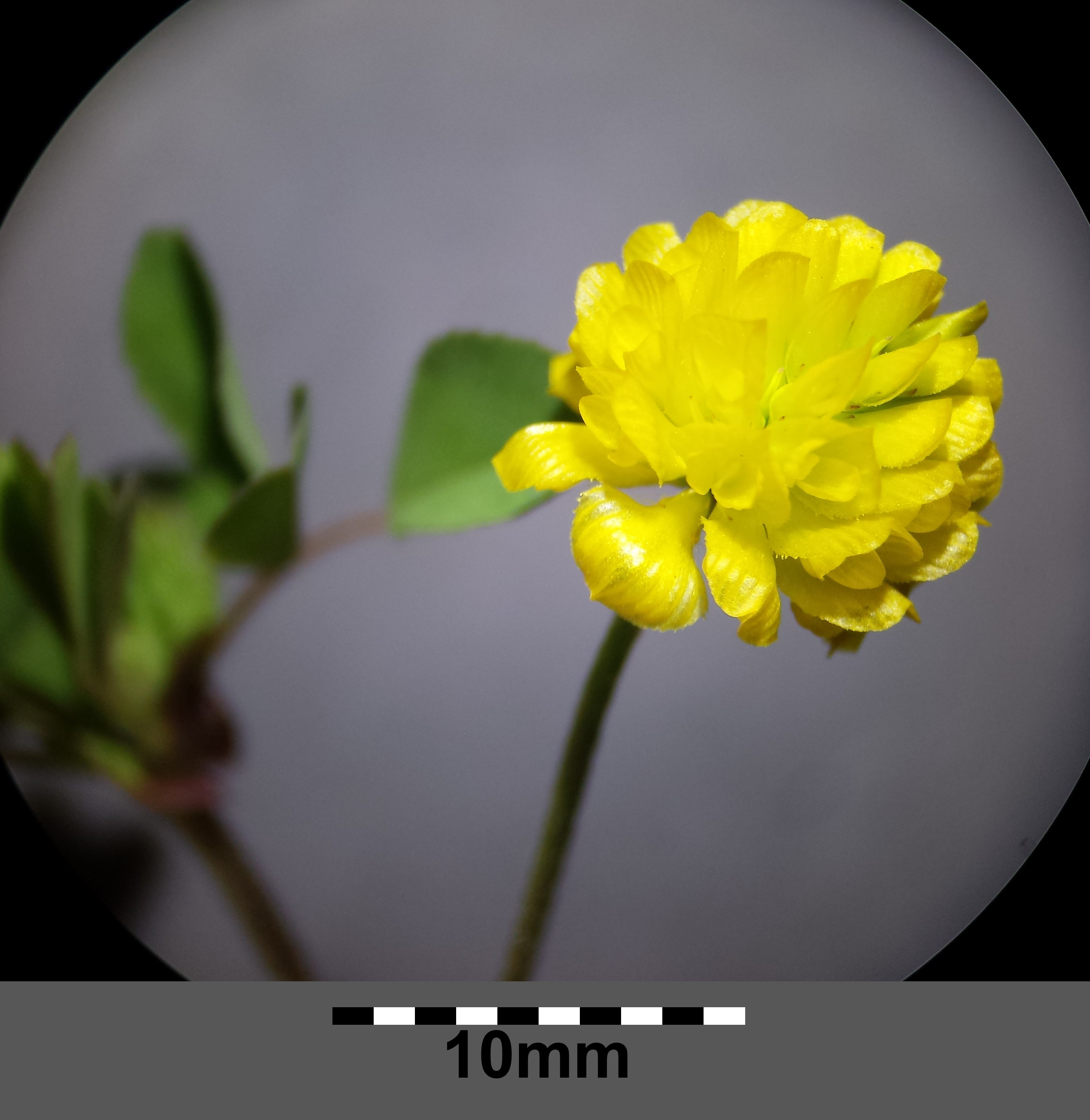
Květenství

Bylina s poléhavou, vystoupavou, nebo vzácně vzpřímenou lodyhou vysokou 15 až 30 cm, rostoucí z tenkého kořene. Hojně větvená lodyha je porostlá trojčetnými listy s řapíky 3 až 20 mm dlouhými. Lístky jsou obvejčité, až 10 mm dlouhé, na bázi klínovité, na vrcholu tupé nebo slabě vykrojené a v horní části po obvodě jemně zoubkované. Prostřední lístek má o poznání delší stopku než lístky boční, bývá asi 5 mm dlouhá. Palisty jsou vejčitě kopinaté, u báze rozšířené a okrouhlé, na vrcholu zahrocené, bývají až 5 mm dlouhé, vždy však jsou kratší než řapík.
Květy jsou sestaveny do hustých kulovitých, později vejčitých květenství hlávek velkých 8 až 14 mm. Četná květenství bývají po lodyze rovnoměrně rozmístěná, mají 2 cm stopky, vyrůstají z úžlabí listů. Hlávky obsahují 25 až 40 motýlovitých květů, které jsou 5 mm dlouhé a za květu žluté, po odkvětu se jim prodlouží stopky a změní se na světle hnědé. Pětižilový kalich s nestejnými cípy je světle žlutý. Široce lžícovitá, na vrcholu okrouhlá pavéza s vyniklou žilnatinou je značně delší než odstálá křídla a člunek. Květy kvetou od konce května do počátku září, opylovány jsou hmyzem (včely, čmeláci, motýli) sbírajícím pyl a nektar.
Plod je obvejčitý, nepukavý, jednosemenný, 3 mm dlouhý lusk s krátkým zobánkem. Vejčitá, světle hnědá, 1 mm velká semena slouží k rozmnožování.

## Význam
Jetel ladní má pouze místní význam. V českých podmínkách je zkoušen jako komponenta do jetelotravních směsí a prokazuje se jeho nenáročnost a vytrvalost. V době první seče již má zralá semena, ta vypadají a namnoží se tak nové rostliny. Na některých polích se častěji objevuje v obilí a ve vinicích, kde se dostává hlavně z luk, mezí a úhorů. Je tam sice považována za plevel, ale pro svou útlost a malou početnost mnoho neškodí. Semeny se živí drobní ptáci, bažanti a koroptve. Bylinné části zase slouží za potravu syslům, hrabošům, králíkům i zajícům.

## Galerie

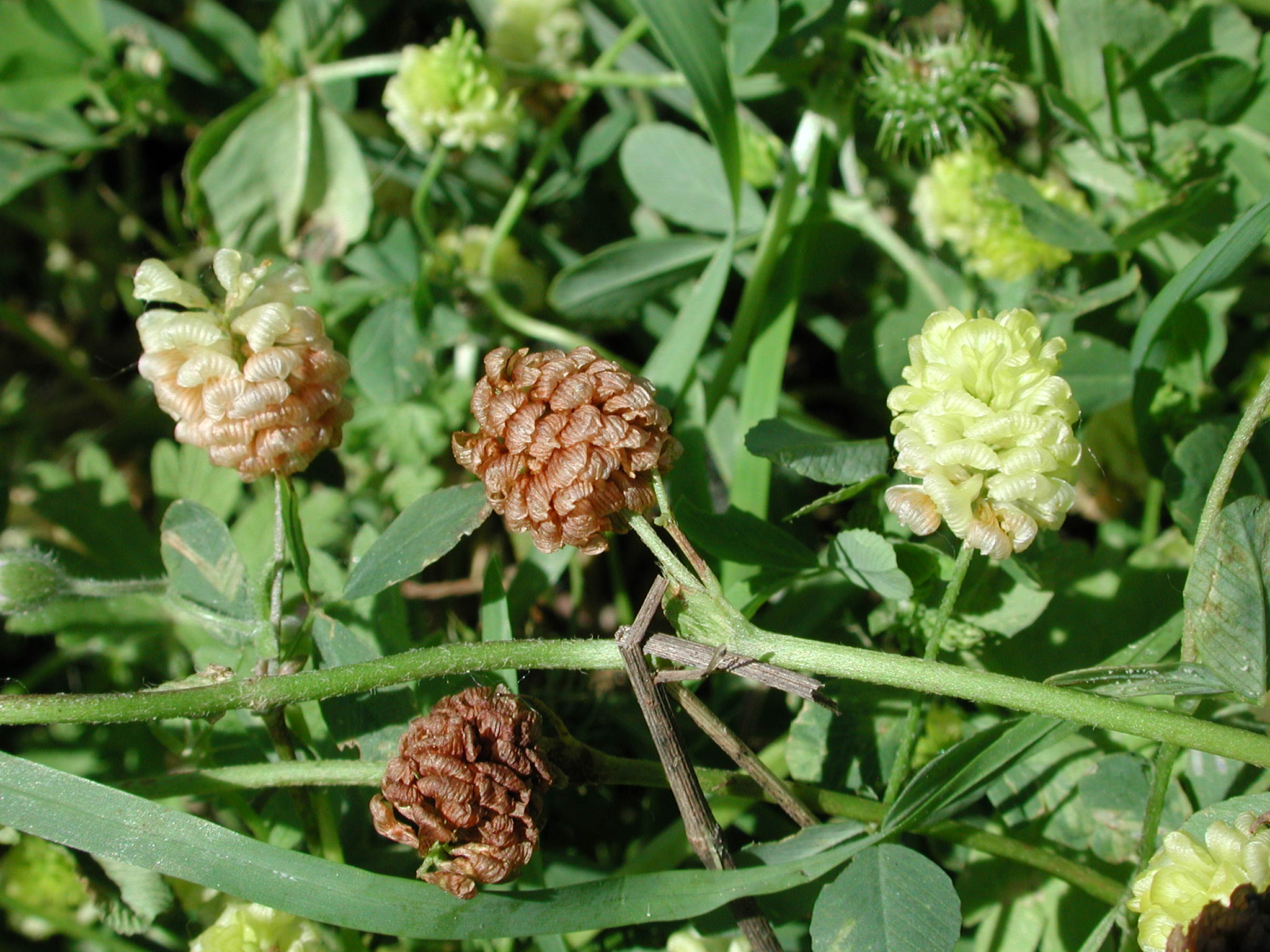
Hlávky v různém stadiu zralosti
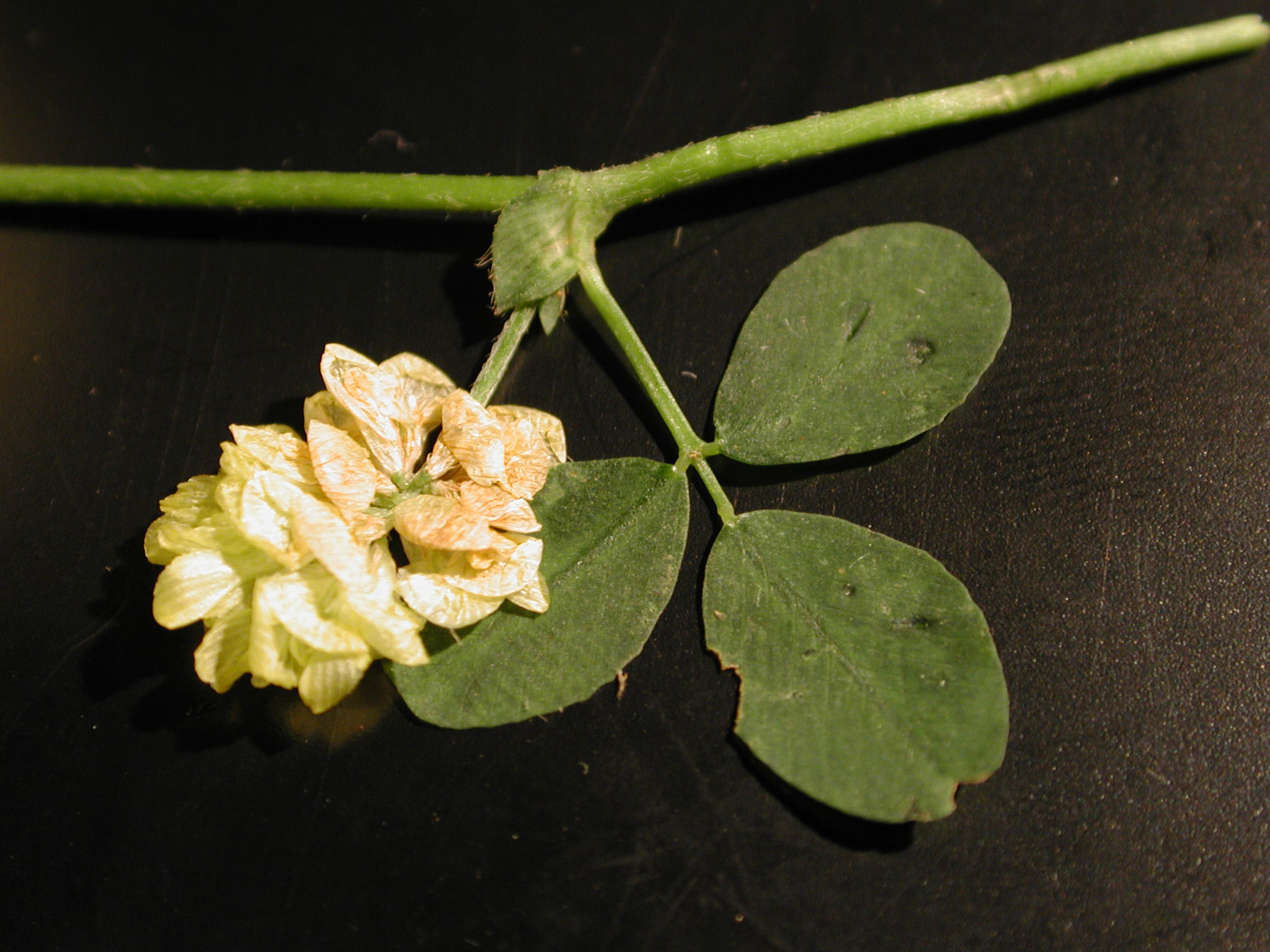
List a květenství
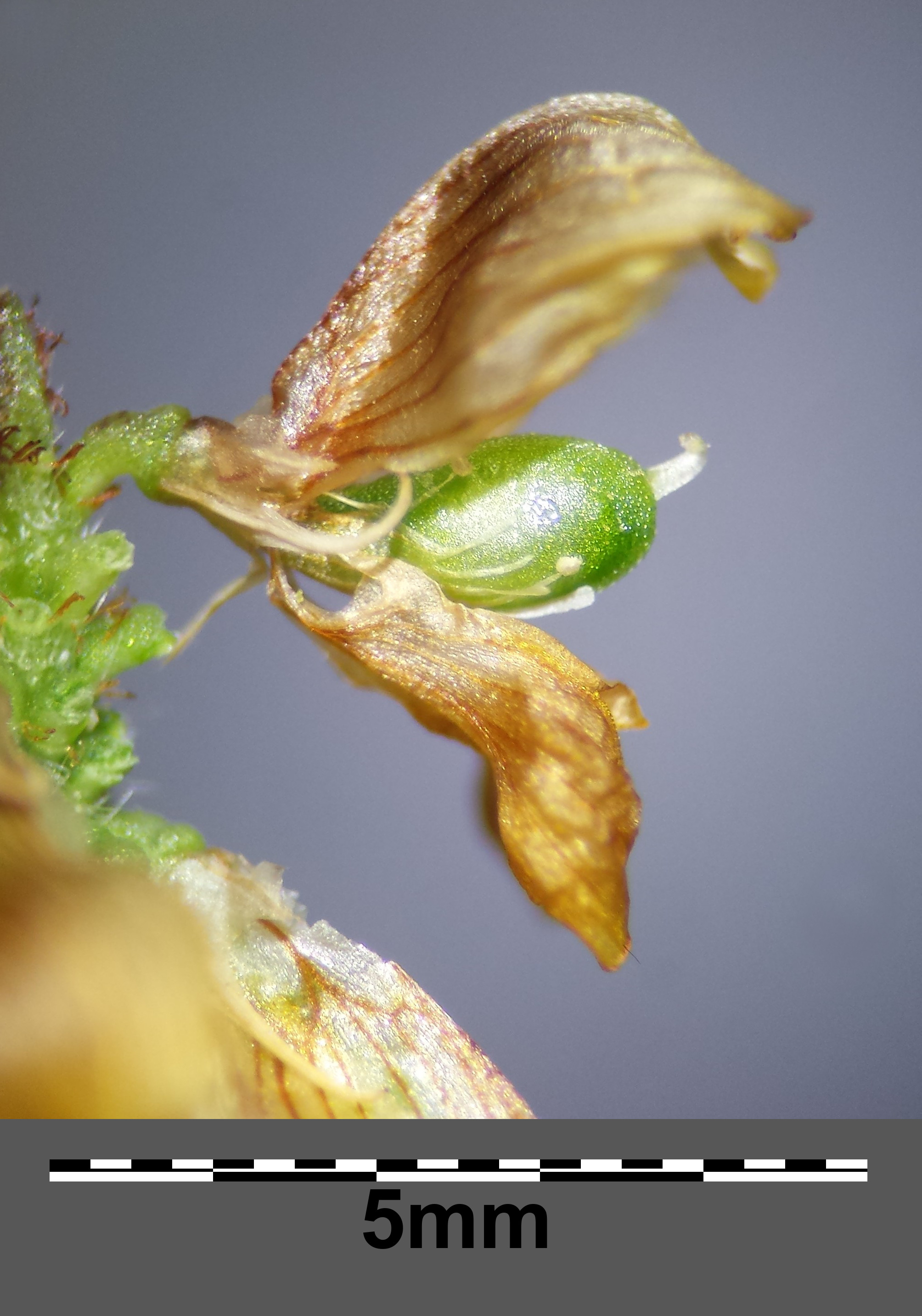
Nezralá tobolka
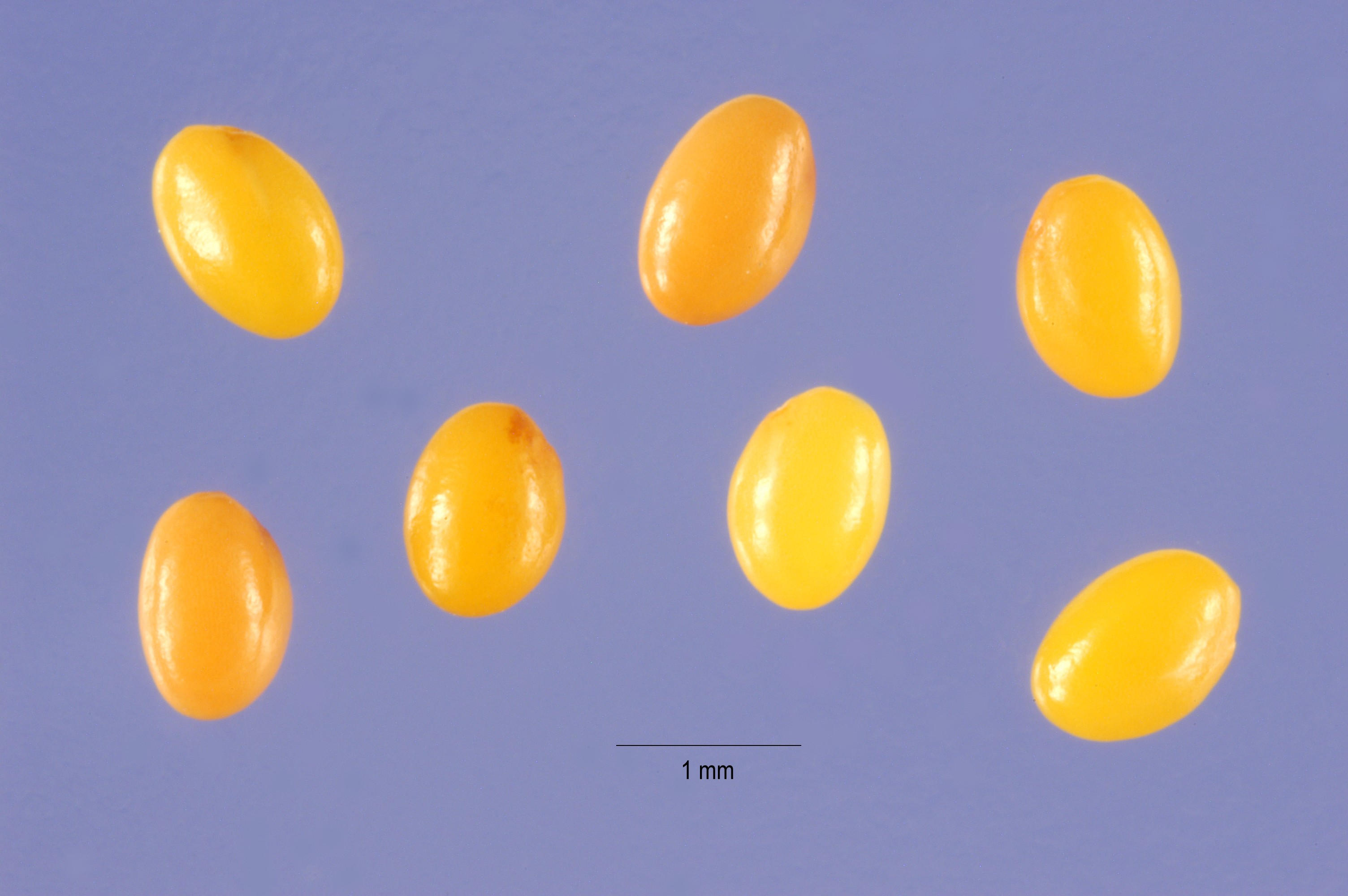
Semena